# Prohořský hrádek
Prohořský hrádek je zaniklá osada s tvrzištěm na břehu Hrádeckého rybníka jeden kilometr západně od Prohoře, místní části obce Štědrá v okrese Karlovy Vary. Ve středověku byla zdejší tvrz střediskem stejnojmenného panství. Tvrziště je chráněno jako kulturní památka.

## Historie
Podle nalezené keramiky tvrz vznikla okolo poloviny třináctého století u cesty ze Štědré k Dolnímu Jamnému. Dějiny tvrze v průběhu čtrnáctého a první poloviny patnáctého století neznáme, ale je možné, že souvisí se zprávami o sousední Prohoři. Páni z Gutštejna ve druhé polovině obě panství spojili a od roku 1504 se majiteli stali Plavenští z Plavna. V roce 1572 statek přešel na Hasištejnské z Lobkovic, kteří ho o šest let později připojili ke Žluticím, a zdejší nepotřebná tvrz zanikla.

## Stavební podoba
Oválné tvrziště je obehnané až patnáct metrů širokým příkopem. Středověkou podobu zástavby neznáme. V jižní části se dochoval sklep, který pochází z doby po zániku tvrze.

## Galerie

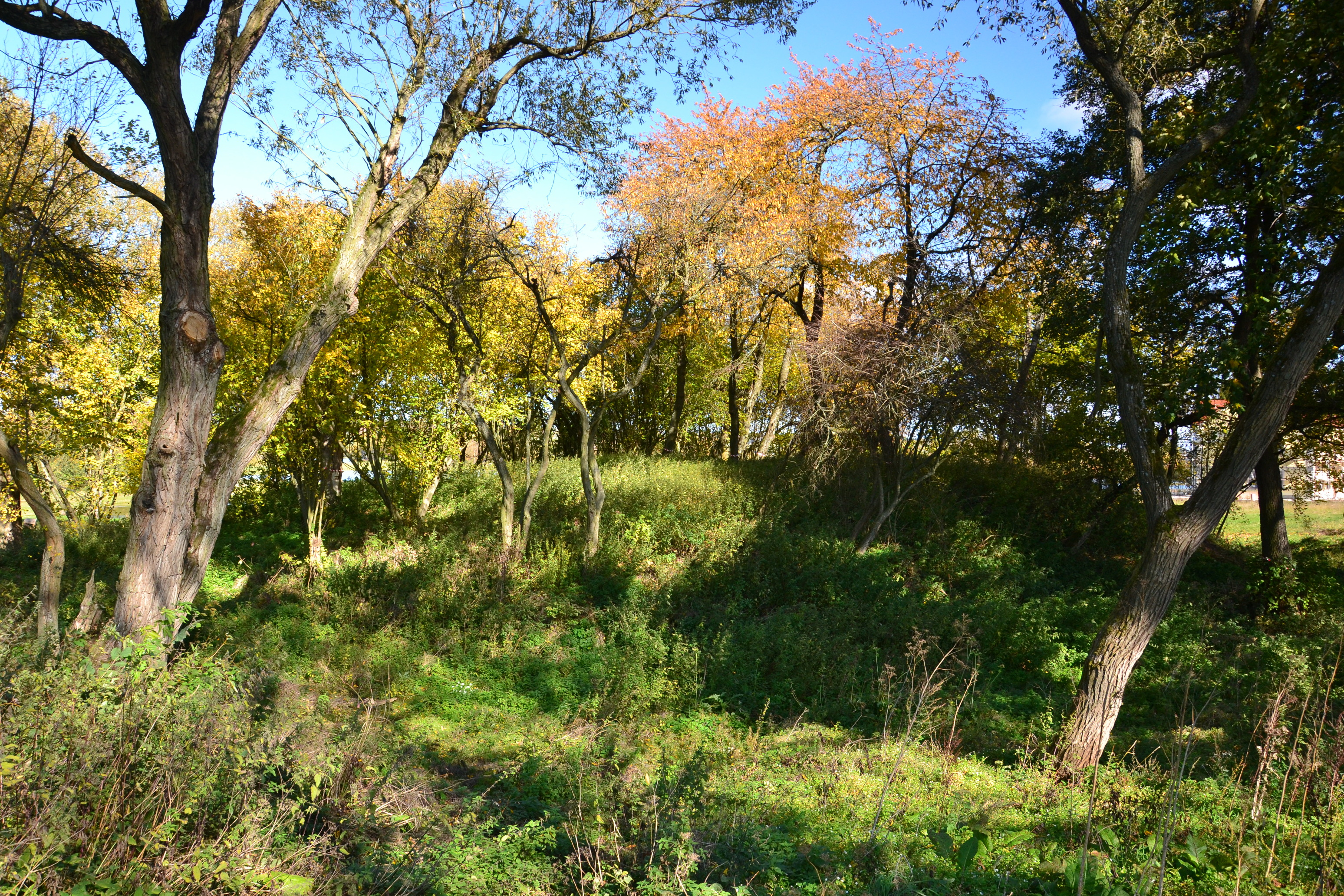
Jádro tvrze od jihovýchodu
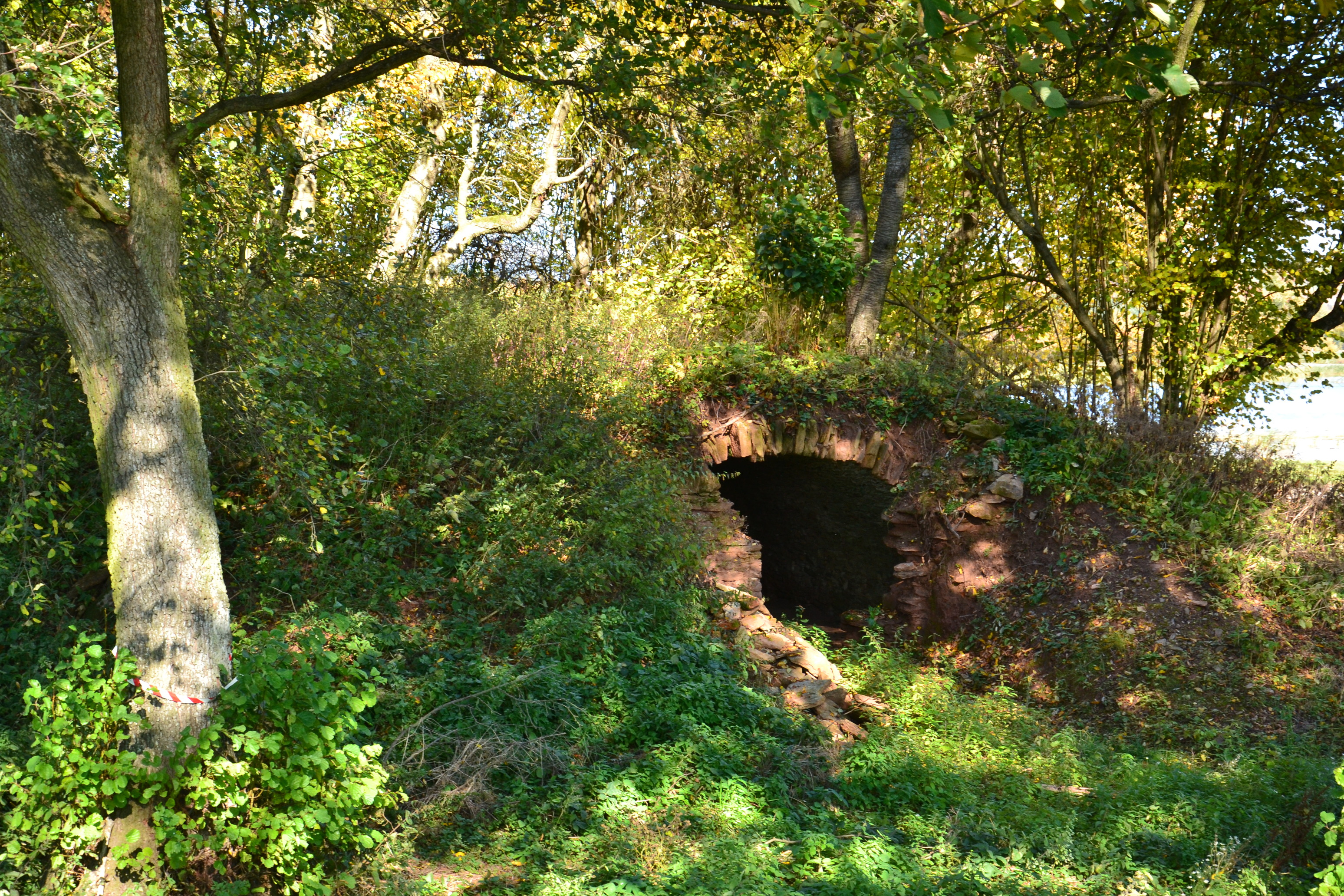
Valeně zaklenutý sklep na jižní straně centrálního pahorku
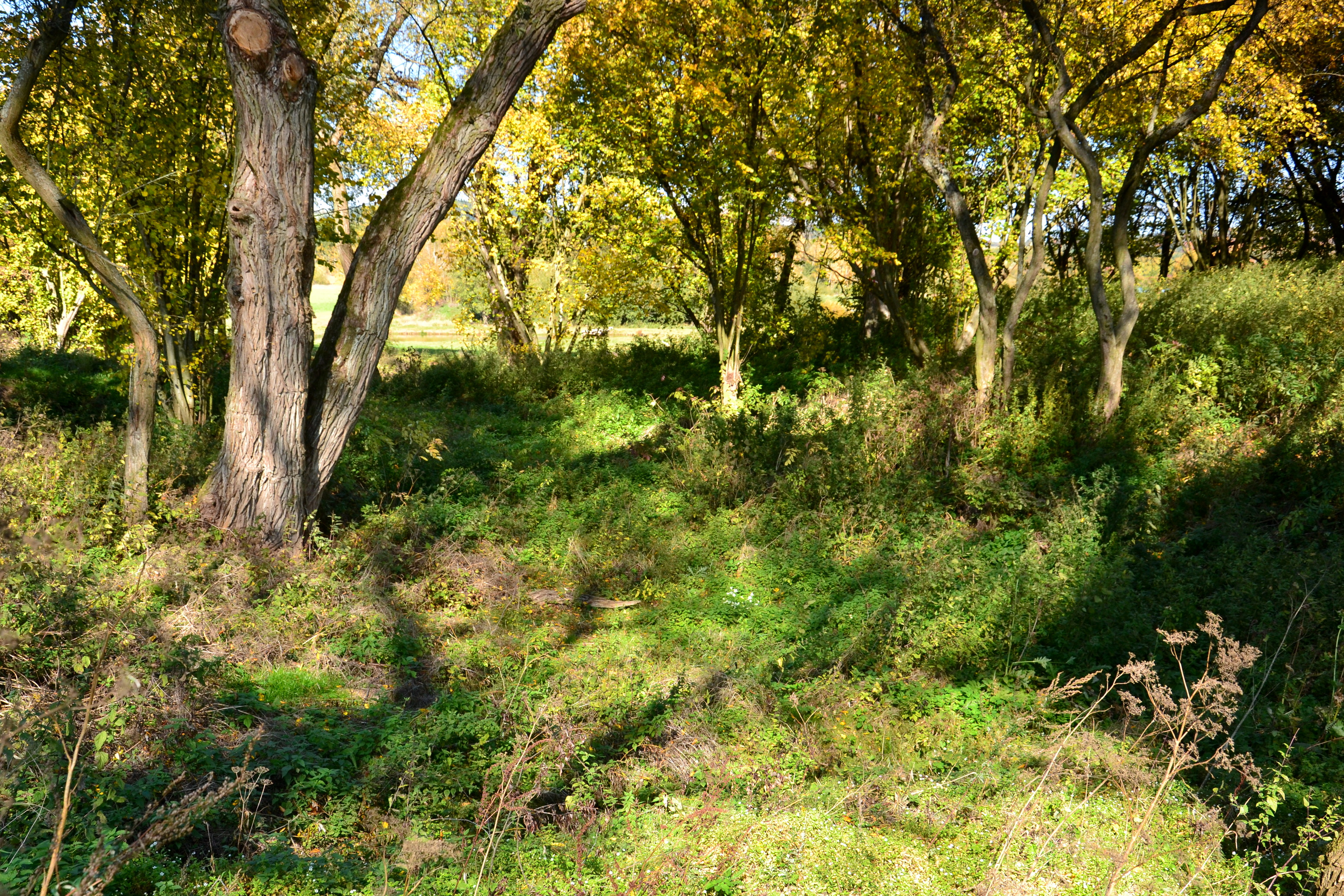
Příkop na jihovýchodě